# La Nuit du carrefour (téléfilm, 1969)
Pour l’article homonyme, voir La Nuit du carrefour.
Pour plus de détails, voir Fiche technique et Distribution.
La Nuit du carrefour est un téléfilm français réalisé par François Villiers, qui fait partie de la série Les Enquêtes du commissaire Maigret, d'après le roman homonyme de Georges Simenon. Il a été adapté et entièrement écrit par François Villiers. La première diffusion date du 15 novembre 1969 ; l'épisode, d'une durée de 83 minutes, est en noir et blanc.

## Synopsis
Le cadavre d'un diamantaire belge est retrouvé dans la voiture d'un assureur, elle-même garée chez son voisin, un mystérieux Suédois vivant reclus avec sa sœur.
Le crime a été commis au niveau d'un carrefour en pleine campagne (Le Christ d'Haravillers) où les occupants des trois seules maisons (un garagiste, un assureur et deux suédois) se regardent avec méfiance. Maigret va réussir une fois de plus à élucider une affaire embrouillée, malgré le mutisme et les mensonges des témoins désœuvrés.

## Fiche technique
- Titre : La Nuit du carrefour
- Réalisation : François Villiers
- Adaptation et dialogues : François Villiers
- Directeur de la photographie : Louis Miaille
- Décors : Maurice Valay
- Assistante décoratrice : Mireille Jammet
- Ensemblier : Bernard Pagnet
- Costumes : Jacqueline Guilbert
- Ingénieur de la vision vidéo : Jean Cros
- Cadreurs vidéo : Philippe Dumolard, Roland Hollinger, Yves Kerros, Jean Germain
- Prise de son vidéo : Pierre Terrier
- Assistant à la prise de son vidéo : Bernard Pelé
- Chef de plateau pour les vidéos : Bernard Mathis
- Cadreur film : Aurel Samson
- Assistant cadreur : Pierre Valet
- Prise de son film : Mario Vinck
- Assistant à la prise de son film : Jean-Claude Piron
- Montage : Andrée Lemaire et Michel Nezick
- Documentation sonore : Christian Londe
- Illustration sonore : Betty Willemetz
- Chef de production : Jacques Balouet
- Assistant à la production : Paul Gallais
- Assistants réalisateur : Jérôme Habans et Hélène Mara
- Script-gril : Marie Darricades
- Laboratoires : G.T.C. (Joinville)

## Distribution
- Jean Richard : Commissaire Maigret
- Marika Green : Else
- Félix Marten : Oscar
- Jacques Brunet : Carl
- François Cadet : inspecteur Lucas
- André Gille : Michonnet
- Janine Crispin : Mme Michonnet
- Gérard Zimmermann : Tonio
- Jenny Astruc : Suzon
- Jean Franval : l’aubergiste
- Bernard Charlan : le commissaire local
- Jean Balthazar : Gaubert
- Roger Imbert : le médecin légiste
- Pierre Réal : le chauffeur de taxi
- Ermanno Casanova : le camionneur
- Jean Desailly : le narrateur
- Toni Morena : le photographe sur les lieux du crime (non crédité)
- Jacques Wallet : un inspecteur sur les lieux du crime (non crédité)